# Бовен-Мерведе
Бо́вен-Мерве́де (нидерл. Boven Merwede — «Верхняя Мерведе») — река в Нидерландах, течёт по границе провинций Северный Брабант и Южная Голландия от её стыка с границей провинции Гелдерланд.
Длина — 8,8 км.
Образуется слиянием рек Ваал и Афгедамде-Маас возле Ваудрихема, возле Хардинксвелд-Гиссендама разделяется на Бенеден-Мерведе («Нижняя Мерведе», правый рукав) и Ньиве-Мерведе («Новая Мерведе», левый рукав). Является одним из основных транспортных путей для судов, идущих из Роттердама в Германию.